# Miles Stewart
Miles Stewart (Manly, 4 mei 1972), bijgenaamd Milo, is een Australisch
triatleet uit Palm Beach. Hij was wereldkampioen triatlon op de olympische afstand.
Stewart deed in 2000 mee aan de eerste triatlon op de Olympische Zomerspelen van Sydney. Hij behaalde een zesde plaats in een tijd van 1:49.14,52.

## Titels
- Wereldkampioen triatlon op de olympische afstand: 1991
- Wereldkampioen indoor triatlon: 1994
- Australisch kampioen schaatsen: 28x
- Australisch kampioen rugslag: 1x

## Prijzen
- ITU wereldbeker triatlon - 1996

## Palmares

### triatlon
- 1989: 4e WK olympische afstand in Avignon - 2:01.37
- 1991:  WK olympische afstand in Gold Coast - 1:48.20
- 1993: 8e WK olympische afstand in Manchester - 1:55.13
- 1996: 6e WK olympische afstand in Cleveland - 1:41.09
- 1998:  WK olympische afstand in Lausanne - 1:56.04
- 1999:  WK olympische afstand in Montréal - 1:45.47
- 2000: 6e Olympische Spelen in Sydney - 1:49.14,52
- 2001: 9e WK olympische afstand in Edmonton - 1:48.54
- 2002:  Gemenebestspelen in Manchester
- 2002: 48e WK olympische afstand in Cancún - 1:57.23
- 2004: DNF WK olympische afstand in Madeira

1989: Mark Allen ·
1990: Greg Welch ·
1991: Miles Stewart ·
1992: Simon Lessing ·
1993: Spencer Smith ·
1994: Spencer Smith ·
1995: Spencer Smith ·
1996: Spencer Smith ·
1997: Chris McCormack ·
1998: Spencer Smith ·
1999: Dmitriy Gaag ·
2000: Olivier Marceau ·
2001: Peter Robertson ·
2002: Iván Raña ·
2003: Peter Robertson ·
2004: Bevan Docherty ·
2005: Peter Robertson ·
2006: Tim Don ·
2007: Daniel Unger ·
2008: Javier Gómez ·
2009: Alistair Brownlee ·
2010: Javier Gómez ·
2011: Alistair Brownlee ·
2012: Jonathan Brownlee ·
2013: Javier Gómez ·
2014: Javier Gómez ·
2015: Javier Gómez ·
2016: Mario Mola ·
2017: Mario Mola ·
2018: Mario Mola ·
2019: Vincent Luis ·
2020: Vincent Luis ·
2021: Kristian Blummenfelt